# Mozambique Revolution
Mozambique Revolution, bis 1966 Mozambican Revolution, war eine englischsprachige Zeitschrift und offizielles Nachrichtenorgan der mosambikanischen Befreiungsfront FRELIMO während des Unabhängigkeitskrieges (1964–1975), herausgegeben von der Informations- und Propagandaabteilung (Departamento de Informação e Propaganda, DIP) in Dar-es-Salaam. 61 Ausgaben der Zeitschrift erschienen von Dezember 1963 bis Juni 1975, anfangs monatlich, ab 1965 alle zwei, ab 1970 alle drei Monate. Inhaltlich stand der von der FRELIMO 1964 geführte Unabhängigkeitskrieg gegen Portugal im Fokus, darüber hinaus waren Fortschritte der internationale Kampagne zur politischen Isolation Portugals Thema, sowie Berichte aus den bereits von der FRELIMO befreiten Gebieten Mosambiks.

## Geschichte

### Kommunikation der FRELIMO
Eine der Haupttätigkeiten der mosambikanischen Befreiungsfront FRELIMO während des von ihr gegen Portugal geführten Unabhängigkeitskrieges (1964–75) war die eigene Informations- und Öffentlichkeitsarbeit. Der inhaltliche Schwerpunkt der FRELIMO-Kommunikation lag darin über den Krieg in Mosambik aufzuklären sowie die Bemühungen um politische und militärische Unterstützung zu begleiten.
Die eigene Presse übernahm dabei eine entscheidende Rolle in der Formung und Verbreitung nationaler Narrative und entwickelte sich zur wichtigsten Form der Kommunikation bis zur Unabhängigkeit 1975. Während mündliche Kommunikationsformen vor allem für die Popularisierung der FRELIMO-Ideale genutzt wurden, war die schriftliche Kommunikationsform politischer Inhalte entscheidend und zentral aus Sicht der FRELIMO, u. a. für eine Hierarchisierung gegenüber der Bevölkerung und der Schaffung einer nationalen imagined community im Sinne Benedict Andersons. Diese Präferenz schriftlicher Kommunikation gilt dabei als ein besonders Merkmal der FRELIMO.
Grundsätzlich kann von zwei unterschiedlichen Veröffentlichungsformen gesprochen werden: Zeitschriften, Bulletins und Sonderausgaben in mehreren Sprachen zentral von der Informations- und Propagandaabteilung (Departamento de Informação e Propaganda, DIP) der FRELIMO in Dar-es-Salaam produziert, sowie lokale, in den FRELIMO-Militärcamps Nachingwea, Bagamoio, Tunduru von Widerstandskämpfern produzierte Zeitungen.
Als die wichtigste Publikationen der FRELIMO gelten die englischsprachige Mozambican Revolution (ab 1967 Mozambique Revolution) und die portugiesischsprachige A Voz da Revolução, beide in Dar-es-Salaam produziert.

### Entwicklung derMozambican Revolution
Als die wichtigste Publikation der FRELIMO gilt die englischsprachige Zeitschrift mit dem Titel Mozambican Revolution, neben der portugiesischsprachigen A Voz da Revolução. Die erste Ausgabe erschien im Dezember 1963 mit zehn Seiten ohne Illustrationen, in sehr einfachem Layout, mit Schreibmaschine angefertigt. Die Produktionsbedingungen waren anfangs prekär und die verfügbaren Ressourcen sehr limitiert. Allgemein lässt sich sagen, dass sich an Inhalt und Qualität einzelner Ausgaben auf den Zustand der FRELIMO zum jeweiligen Zeitpunkt schließen lässt. Die Zeitschrift erschien zunächst in einem monatlichen Rhythmus, ab 1965 alle zwei, ab 1970 alle drei Monate. Mit der 29. Ausgabe im Juli 1967 trug die Zeitschrift den neuen Namen Mozambique Revolution.
1970 stifteten finnische Studenten eine Druckmaschine und ermöglichten damit eine drastische Verbesserung der Produktionsbedingungen. Dazu gehörten unter anderem die illustrierenden Grafiken und Fotos, professionelleres Layout, sowie ein deutlich größere Seitenumfang der Mozambique Revolution wie auch der anderen der FRELIMO-Publikationen. Die letzte Ausgabe (Nummer 61) der Mozambique Revolution erschien anlässlich der Unabhängigkeit Mosambiks am 25. Juni 1975.
Insgesamt erschienen zwischen Dezember 1963 und Juni 1975 61 Ausgaben der Zeitschrift, alle produziert vom DIP der FRELIMO. Technische Daten und Informationen zu den Veröffentlichungen der FRELIMO, beispielsweise Auflagezahlen, Autoren oder Verantwortliche, sind nicht vorhanden, Produktionsprozesse damit nicht nachvollziehbar.

### Inhalte der Zeitschrift
Inhaltlich stand stets der Unabhängigkeitskrieg gegen Portugal im Fokus, darüber hinaus waren Fortschritte der internationale Kampagne zur politischen Isolation Portugals Thema, sowie Berichte aus den bereits befreiten Gebieten Mosambiks. Zielgruppe der Zeitschrift war das der FRELIMO politisch wohlgesonnene, internationale Publikum, dessen Aufmerksamkeit, Unterstützung und Solidarität für den andauernden Unabhängigkeitskrieg mit der Zeitschrift gewonnen werden sollte. Verbreitet wurde die Zeitschrift über die Auslandsbüros der FRELIMO und das im Aufbau befindliche weltweite Solidaritätsnetzwerk der Unabhängigkeitsbewegung.
Während in den ersten Jahren auch antikoloniale Gedichte unter anderem von José Craveirinha und Noémia de Sousa abgedruckt wurden, führte die politische Radikalisierung der FRELIMO ab Anfang der 1970er auch zu straffer ideologisch ausgerichteten, allein den politischen Ziele folgenden Inhalten der Mozambican Revolution unter Kontrolle des DIP.

## Wissenschaftliche Rezeption
Angesichts der Bedeutung schriftlicher Kommunikation für die politische Arbeit der FRELIMO, wie beispielsweise die Mozambique Revolution, bieten sich die einzelnen Ausgaben der Zeitschrift als Primärquellen zur Textanalyse an, um ideologische Ausrichtung und Entwicklung der FRELIMO zu verstehen. Alle 61 Ausgaben der Zeitschrift sind in digitaler Form als Teil der Sammlung „Struggles for Freedom: Southern Africa“ in der Online-Bibliothek JSTOR verfügbar. Als Teil der „Mozambique Collection“ sind alle Ausgaben auch in der Online-Bibliothek der University of South Carolina verfügbar.
Trotz der wissenschaftlich bekannten und belegten großen Bedeutung der Pressearbeit für politischen Ausrichtung und ideologisches Wirken der FRELIMO sind bisher nur eine Handvoll wissenschaftlicher Arbeiten dazu veröffentlicht worden. Insbesondere zur Rolle und Wirken des Departamento de Informação e Propaganda gibt es bisher keine Veröffentlichungen.